# Martin Wood
Martin Wood es un director y productor de televisión canadiense que lleva dirigiendo desde principios de los años 1990. Especializado en la ciencia ficción, ha dirigido episodios de Stargate SG-1 (46 episodios), así como también de su serie spin-off Stargate Atlantis. 

## Biografía

### Carrera
Martin Wood comenzó su carrera en la televisión en 1995. Aunque es más conocido por su trabajo en la franquicia Stargate, también ha dirigido episodios de series de televisión como El hombre invisible y Earth: Final Conflict. Además dirigió dos especiales televisivos sobre el síndrome de muerte súbita del lactante. 
Con Peter DeLuise, Andy Mikita y Will Waring, Wood fue uno de los principales directores de Stargate SG-1 durante sus 10 años en antena. También suele aparecer de extra —el mayor Wood— en los episodios que dirige, a menudo ayudando al sargento Siler en calidad de reparador. Wood hizo su debut actuando en el episodio 100 de Stargate SG-1, interpretando al director de la parodia de SG-1 "Wormhole X-Treme!". Además es destacado en muchos especiales en DVD de Stargate SG-1 y Atlantis, como featurettes y comentarios de audio.
Actualmente es director para la serie de ciencia ficción Sanctuary, protagonizada por Amanda Tapping y Christopher Heyerdahl.
Dirigirá la 3ª película para DVD de Stargate SG-1, que se espera entre en producción a mediados de 2009.

## Filmografía
| Director  | Director                              | Director                                                                                 | Director |
| Año       | Filme o Serie                         | Notas                                                                                    |          |
| --------- | ------------------------------------- | ---------------------------------------------------------------------------------------- | -------- |
| 2017      | El puente de los enamorados           | Telefilme                                                                                |          |
| 2009      | Sanctuary                             | (Televisión; 7 episodios, 2008-2009)                                                     |          |
| 2008      | Stargate: Continuum                   | Película para DVD                                                                        |          |
| 2008      | Stargate Atlantis                     | (30 episodios, 2004-2008)                                                                |          |
| 2007      | Sanctuary                             | (Webisodios; 7 episodios, 2007)                                                          |          |
| 2006      | Stargate SG-1                         | (46 episodios, 1998-2006)                                                                |          |
| 2005      | Andrómeda                             | (5 episodios, 2004-2005)                                                                 |          |
| 2003      | Jeremiah                              | (6 episodios, 2002-2003)                                                                 |          |
| 2002      | Just Deal                             | (1 episodio, 2002)                                                                       |          |
| 2002      | Earth: Final Conflict                 | (4 episodios, 2001-2002)                                                                 |          |
| 2001      | El hombre invisible                   | (1 episodio, 2001)                                                                       |          |
| 2001      | The Impossible Elephant               | También llamada The Incredible Elephant                                                  |          |
| 2000      | SIDS: Uncovering the Mystery          |                                                                                          |          |
| 1999      | Vicki Gabereau: The Mouth That Roared |                                                                                          |          |
| 1999      | Teenage Space Vampires                |                                                                                          |          |
| 1999      | Silk Stalkings                        | (3 episodios, 1997-1999)                                                                 |          |
| 1999      | Pierre Burton: Canada's Arrogant Icon |                                                                                          |          |
| 1997      | Life and Times                        |                                                                                          |          |
| 1997      | Listen Up!                            |                                                                                          |          |
| 1995      | Jake and the Kid                      | (1 episodio, 1995)                                                                       |          |
| 1995      | SIDS: A Special Report!               |                                                                                          |          |
| 1995      | The Great Run of China                |                                                                                          |          |
| Productor |                                       |                                                                                          |          |
| Año       | Título                                | Notas                                                                                    |          |
| 2008      | Sanctuary                             | Serie de Televisión (Productor Ejecutivo: 2 episodios, 2008)                             |          |
| 2007      | Sanctuary                             | Serie Web (Productor Ejecutivo: 8 episodios, 2007)                                       |          |
| 2005      | Stargate Atlantis                     | (Productor Supervisor: 60 episodios, 2005-2008) y (coproductor: 19 episodios, 2004-2005) |          |
| 2004      | Stargate SG-1                         | (26 episodios, 2003-2004)                                                                |          |
| 1997      | Listen Up!                            |                                                                                          |          |
| Escritor  |                                       |                                                                                          |          |
| Año       | Título                                | Notas                                                                                    |          |
| 2007      | Sanctuary                             | (7 episodios, 2007)                                                                      |          |
| 1999      | Teenage Space Vampires                |                                                                                          |          |
| 1997      | Listen Up!                            |                                                                                          |          |